# Telostylinus duplicatus
Telostylinus duplicatus är en tvåvingeart som först beskrevs av Christian Rudolph Wilhelm Wiedemann 1830.  Telostylinus duplicatus ingår i släktet Telostylinus och familjen Neriidae. Inga underarter finns listade i Catalogue of Life.